# 黃宗起
黃宗起（1831年—1897年），表字韩钦，又字霞城，自号懒霞，上海嘉定人。
道光十一年（1831年）生。嘉定县附生，同治十二年（1873年）中舉，即棄舉子業，不再應考。主講震川書院與沅州秀水书院。终身从事教育事業。佐张树声幕。善於书画篆刻，书法初学黄庭坚，晚临唐宋碑版，畫山水仿黃公望。又精医理，编有《弃物治病方汇编》一卷。晚号止庵老人，光绪二十三年（1897年）卒。有《知止庵文集》、《知止庵诗录》、《知止庵笔记》等。有子黃世祁、黃世祚。